# Zeferino Vaz
Zeferino Vaz (São Paulo, 27 de maio de 1908 — São Paulo, 9 de fevereiro de 1981) foi um médico brasileiro.
Conduziu a construção, estabelecimento e desenvolvimento da Universidade Estadual de Campinas, localizada em Campinas, no interior do Estado de São Paulo, Brasil, durante as décadas de 1960 e 1970. O principal campus da universidade leva o nome de Zeferino, que lutou para reunir alguns dos melhores cientistas brasileiros para formar uma instituição de pesquisa sólida e respeitada.
Zeferino nasceu e viveu sua infância em São Paulo. Estudou Medicina na Universidade de São Paulo e se formou em 1932, com especializações em Parasitologia, Doenças Parasitárias, Biologia, Genética e Zoologia.
Logo após sua graduação, tornou-se professor de Zoologia e Parasitologia na Escola de Medicina Veterinária da Universidade de São Paulo. Foi diretor desta escola entre 1936 e 1947. De 1951 a 1964, Zeferino foi diretor-fundador da Faculdade de Medicina de Ribeirão Preto, e, em 1963, foi secretário estadual de Saúde pública. De 1964 a 1965 foi o primeiro presidente do Conselho de Educação do Estado de São Paulo. Reitor da Universidade de Brasília, em 1964.
Em 1965 Zeferino foi designado, pelo governador Ademar Pereira de Barros, presidente da comissão de organização para a Universidade Estadual de Campinas. Zeferino assumiu o cargo de reitor em 1966 e manteve-o até a aposentadoria compulsória em 1978. Conduziu a construção do campus da universidade, que hoje leva seu nome e teve seu primeiro prédio inaugurado em 1968. Zeferino trouxe diversos cientistas de outras universidades, o que ajudou a Unicamp a se tornar um das mais produtivas e respeitadas instituições de pesquisa da América Latina. Ao final da administração de Zeferino, a universidade havia evoluído de uma faculdade de Medicina para uma universidade com sete institutos, seis faculdades, duas escolas técnicas e dez unidades de serviço.
Zeferino aposentou-se em 1978, mas manteve o cargo de presidente da Fundação para o Desenvolvimento da Unicamp (Funcamp) até 1981, quando morreu por aneurisma de aorta.
Em sua homenagem foi dado seu nome ao trecho da SP-332 entre Campinas e Mogi Guaçu.